# Łochów (stacja kolejowa)
Łochów – stacja kolejowa w Łochowie, w województwie mazowieckim, w Polsce.

## Opis
Stacja znajduje się w centrum miasta Łochów. Znajdują się tu dwa perony – jeden boczny i jeden wyspowy. Perony połączone są przejściem podziemnym z windami. Na stacji zatrzymują się lokalne pociągi osobowe Kolei Mazowieckich (dla kilku z nich stacja Łochów jest stacją krańcową oraz początkową). Od 11 czerwca 2017 roku na stacji ponownie zatrzymuje się część pociągów PKP Intercity.

## Ruch pasażerski
| Rok  | Wymiana roczna | Wymiana pasażerska na dobę | Miejsce w Polsce |
| ---- | -------------- | -------------------------- | ---------------- |
| 2017 | 456 250        | 1000–1500                  |                  |
| 2018 | 548 000        | 1500                       |                  |
| 2019 | 913 000        | 2500                       |                  |
| 2020 | 659 000        | 1800                       | 91               |
| 2021 | 767 000        | 2100                       | 92               |
| 2022 | 949 000        | 2600                       |                  |
| 2023 | 1 058 500      | 2900                       |                  |

## Połączenia pasażerskie
Koleje Mazowieckie:
- Warszawa Wileńska przez Tłuszcz, Wołomin, Zielonkę
- Małkinia

PKP Intercity:
- Białystok
- Bielsko-Biała

## Planowane inwestycje
4 maja 2017 PKP Polskie Linie Kolejowe S.A. podpisały umowę na budowę w Łochowie tunelu pod torami, który powstanie w miejscu przejazdu kolejowo-drogowego w ciągu ul. Wyszkowskiej w Łochowie (droga krajowa numer 62).

## Szlaki turystyczne
W pobliżu stacji rozpoczynają się szlaki turystyczne:
- Łochów, PKP – Dolina Strugi, 9,1 km[6]
- Łochów, PKP – Knychówek, 140 km[7]
- szlak rowerowy: zielony szlak łochowski, 57,5 km[8].